# Litsea albayana
Litsea albayana är en lagerväxtart som beskrevs av António José Rodrigo Vidal. Litsea albayana ingår i släktet Litsea och familjen lagerväxter. Inga underarter finns listade i Catalogue of Life.